# 小山史乃観
小山 史乃観 （こやま しのみ、2005年1月31日 - ）は、大阪府出身の女子サッカー選手。アメリカ・NWSLのノースカロライナ・カレッジ所属。ポジションはミッドフィールダー、ディフェンダー。セレッソ大阪堺レディース（現セレッソ大阪ヤンマーレディース）8期生。

## 来歴

### ユース
2017年、Jリーグクラブセレッソ大阪の、女子チームセレッソ大阪堺レディースの下部組織であるセレッソ大阪堺ガールズの入団セレクションに合格して入団した。

### シニア
2019年6月、セレッソ大阪堺レディースに登録。なでしこリーグカップ2部決勝では左サイドバックでフル出場し、優勝を果たした。
2020年、リーグ戦全18試合中17試合に出場した。
2021年、背番号を林穂之香が着用していた10番に変更。竹花友也監督から「なでしこジャパン入りしてもおかしくないレベル。穂之香に似ている部分があって、とにかく貪欲にこちらが言ったことを何倍にしてやれる選手。さらに足が速くて前への推進力がある。」と評されており、ディフェンダー登録ながらトップ下など前線で起用された。リーグ戦全22試合に出場、目標にしていた10得点には届かなかったが、チーム内トップの9得点6アシストを記録した。なでしこリーグベストイレブンを史上最年少で受賞した(16歳8ヶ月27日)。皇后杯では準々決勝まで4試合連続得点の計7得点で得点王になった。
2022年、リーグ戦では終盤まで得点ランキング、決定率で1位だったが、U-20代表活動による離脱の影響で、10得点の4位、決定率は27.8％で2位だった。2年連続でベストイレブンを受賞、どちらも唯一の高校生以下の選手であり、制服で登壇した。
2023年1月20日、INAC神戸レオネッサへの期限付き移籍（2023年2月1日から6月30日まで）が発表された。
2024年1月25日、海外移籍を発表。同年2月1日、移籍先がダームアルスヴェンスカン（スウェーデン女子1部）のユールゴーデンIFとなったことを発表した。
2025年1月22日、アメリカのNWSLに所属するノースカロライナ・カレッジへの完全移籍が発表された。契約期間は2027年シーズン終了までの3年間。

### 代表
2019年8月、U-16日本女子代表にチームメイトの荻久保優里、浜野まいかと共に選出され、AFC U-16女子選手権2019で全試合先発出場、優勝を果たした。
2020年、U-17日本女子代表候補メンバーに選出。
2021年10月、U-19日本女子代表候補メンバーに選出。
2022年、2022 FIFA U-20女子ワールドカップメンバーに選出。全試合で、左サイドバックとしてフル出場を果たした。チームは決勝戦でスペインに1-3で敗れ準優勝だった。
同年9月、日本女子代表(なでしこジャパン)に初選出され、10月9日に行われたMS＆ADカップ2022 ニュージーランド戦でA代表デビューを果たした。

## 個人成績

### クラブ
ユース
| クラブ                 | シーズン | リーグ         | 背番号 | リーグ戦 | リーグ戦 | カップ戦 | カップ戦 | リーグ杯 | リーグ杯 | 合計 | 合計 |
| クラブ                 | シーズン | リーグ         | 背番号 | 出場     | 得点     | 出場     | 得点     | 出場     | 得点     | 出場 | 得点 |
| ---------------------- | -------- | -------------- | ------ | -------- | -------- | -------- | -------- | -------- | -------- | ---- | ---- |
| セレッソ大阪堺ガールズ | 2018     | チャレンジWEST | 46     | 14       | 0        | 0        | 0        | —        | —        | 14   | 0    |
| セレッソ大阪堺ガールズ | 2019     | チャレンジWEST | 39     | 7        | 1        |          |          | —        | —        | 7    | 1    |
| セレッソ大阪堺ガールズ | 通算     | 通算           | 通算   | 21       | 1        | 0        | 0        | 0        | 0        | 21   | 1    |
| 総通算                 | 総通算   | 総通算         | 総通算 | 21       | 1        | 0        | 0        | 0        | 0        | 21   | 1    |

シニア
| クラブ                         | シーズン       | リーグ                   | 背番号 | リーグ戦 | リーグ戦 | カップ戦 | カップ戦 | リーグ杯 | リーグ杯 | その他 | その他 | 合計 | 合計 |
| クラブ                         | シーズン       | リーグ                   | 背番号 | 出場     | 得点     | 出場     | 得点     | 出場     | 得点     | 出場   | 得点   | 出場 | 得点 |
| ------------------------------ | -------------- | ------------------------ | ------ | -------- | -------- | -------- | -------- | -------- | -------- | ------ | ------ | ---- | ---- |
| セレッソ大阪堺レディース       | 2018           | なでしこ1部              | 46     | 0        | 0        | 0        | 0        | 0        | 0        | —      | —      | 0    | 0    |
| セレッソ大阪堺レディース       | 2019           | なでしこ1部              | 39     | 5        | 0        | 2        | 0        | 2        | 0        | -      | -      | 9    | 0    |
| セレッソ大阪堺レディース       | 2020           | なでしこ1部              | 32     | 17       | 2        | 2        | 0        | —        | —        | —      | —      | 19   | 2    |
| セレッソ大阪堺レディース       | 2021           | なでしこ1部              | 10     | 22       | 9        | 5        | 7        | —        | —        | —      | —      | 27   | 16   |
| セレッソ大阪堺レディース       | 2022           | なでしこ1部              | 10     | 17       | 10       | 3        | 1        | —        | —        | —      | —      | 20   | 11   |
| セレッソ大阪ヤンマーレディース | 2023-24        | WE                       | 10     | 7        | 3        | 1        | 0        | 4        | 1        | -      | -      | 12   | 4    |
| セレッソ大阪ヤンマーレディース | 通算           | 通算                     | 通算   | 68       | 24       | 13       | 8        | 6        | 1        | 0      | 0      | 87   | 33   |
| INAC神戸レオネッサ             | 2022-23        | WE                       | 27     | 13       | 2        | -        | -        | —        | —        | —      | —      | 13   | 2    |
| ユールゴーデンIF               | 2024           | ダームアルスヴェンスカン | 27     | 21       | 4        | 1        | 0        | —        | —        | -      | -      | 22   | 4    |
| ノースカロライナ・カレッジ     | 2025           | NWSL                     | 20     |          |          | —        | —        | —        | —        | -      | -      | 0    | 0    |
| 通算                           | 日本           | 日本                     | 1部    | 42       | 7        | 5        | 0        | 6        | 1        | 0      | 0      | 53   | 8    |
| 通算                           | 日本           | 日本                     | 2部    | 39       | 19       | 8        | 8        | 0        | 0        | 0      | 0      | 47   | 27   |
| 通算                           | スウェーデン   | スウェーデン             | 1部    | 21       | 4        | 1        | 0        | 0        | 0        | 0      | 0      | 22   | 4    |
| 通算                           | アメリカ合衆国 | アメリカ合衆国           | 1部    |          |          | 0        | 0        | 0        | 0        | 0      | 0      | 0    | 0    |
| 総通算                         | 総通算         | 総通算                   | 総通算 | 102      | 30       | 14       | 8        | 6        | 1        | 0      | 0      | 122  | 39   |

1. ↑  セレッソ大阪堺ガールズの出場記録を含まない
2. ↑  下部組織登録選手
3. ↑  下部組織登録選手

- 日本女子サッカーリーグ
  - 初出場 - 2019年8月31日 なでしこリーグ2部 第10節 大和シルフィード戦 (ヤンマースタジアム長居)[22]
  - 初得点 - 2020年11月8日 なでしこリーグ1部 第16節 日テレ・東京ヴェルディベレーザ戦 (多摩市立陸上競技場)[22]

- WEリーグ
  - 初出場 - 2023年3月5日 第9節 マイナビ仙台レディース戦 (ユアテックスタジアム仙台)[23]
  - 初得点 - 2023年3月19日 第11節 日テレ・東京ヴェルディベレーザ戦 (味の素フィールド西が丘)[23]

- ダームアルスヴェンスカン
  - 初出場 - 2024年4月13日 第1節 トレッレボリDFF（スウェーデン語版）戦 (ストックホルム・オリンピアスタディオン)[24]
  - 初得点 - 2024年4月13日 第1節 トレッレボリDFF戦 (ストックホルム・オリンピアスタディオン)[24]

- ナショナル・ウィメンズ・サッカーリーグ
  - 初出場 - 2025年3月16日 第1節 レーシング・ルイビルFC (リン・ファミリー・スタジアム（英語版）)[24]

### 代表
- 2022年10月9日 - 日本女子代表初出場 -  ニュージーランド戦 (MS&ADカップ2022)

#### 主な出場大会
- U-20日本女子代表
  - 2022年 -2022 FIFA U-20女子ワールドカップ
  - 2024年 -2024 FIFA U-20女子ワールドカップ

- 日本女子代表(なでしこジャパン)
  - 2023年 - 2023年アジア競技大会[注釈 1]

#### 試合数
| 日本代表 | 国際Aマッチ | 国際Aマッチ |
| 年       | 出場        | 得点        |
| -------- | ----------- | ----------- |
| 2022     | 1           | 0           |
| 通算     | 1           | 0           |

#### 出場試合
| 出場試合一覧 | 出場試合一覧  | 出場試合一覧 | 出場試合一覧    | 出場試合一覧     | 出場試合一覧 | 出場試合一覧 | 出場試合一覧    | 出場試合一覧 |
| #            | 開催日        | 開催都市     | スタジアム      | 対戦国           | 結果         | 監督         | 大会            | 出典         |
| ------------ | ------------- | ------------ | --------------- | ---------------- | ------------ | ------------ | --------------- | ------------ |
| 1.           | 2022年10月9日 | 長野         | 長野Uスタジアム | ニュージーランド | ○ 2-0        | 池田太       | MS&ADカップ2022 | [ 26 ]       |

## タイトル

### クラブ
- セレッソ大阪堺ガールズ
  - 関西女子サッカーリーグ1部: 1回 (2017)

- セレッソ大阪堺アカデミー
  - U-15なでしこアカデミーカップ: 1回 (2018)

- セレッソ大阪堺レディース
  - なでしこリーグカップ2部: 1回 (2019)

### 代表
- 日本女子代表
  - アジア競技大会: 1回 (2023)

### 個人
- なでしこリーグ1部
  - ベストイレブン: 2回 (2021, 2022)

- 皇后杯
  - 得点王 : 1回 (2021)